# Znětinek
Znětinek är en ort i Tjeckien.   Den ligger i regionen Vysočina, i den centrala delen av landet, 130 km sydost om huvudstaden Prag. Znětinek ligger 555 meter över havet och antalet invånare är 208.
Terrängen runt Znětinek är huvudsakligen platt, men åt sydväst är den kuperad. Runt Znětinek är det ganska glesbefolkat, med 39 invånare per kvadratkilometer. Närmaste större samhälle är Žďár nad Sázavou, 10,4 km norr om Znětinek. Omgivningarna runt Znětinek är en mosaik av jordbruksmark och naturlig växtlighet.